# 馬斯托登鎮區 (密歇根州)
馬斯托登鎮區（英語：Mastodon Township）是位於美國密歇根州艾昂縣的一個行政鎮區。

## 地方資料
馬斯托登鎮區的面積為350.50平方千米，當中陸地面積為327.90平方千米，而水域面積為22.60平方千米。根據2020年美國人口普查的數據，當地共有人口576人，而人口密度為每平方千米1.64人。